# Réserve naturelle du delta du Tufsing
La réserve naturelle du delta du Tufsing est une réserve naturelle norvégienne située dans la vallée de Tufsingdalen, commune d'Os, Innlandet. La réserve a été créée en 1981 afin de préserver une importante zone humide dans son état naturel et protéger le paysage, la végétation, particulièrement riche, les oiseaux et autres animaux sauvages qui, naturellement, sont liés à la zone. 
La réserve naturelle est située sur les deux côtés de la rivière Tufsingas la partie sud comprend une partie du lac Femunden, et a le statut de site ramsar en raison de son importance pour les oiseaux migrateurs.
Les méandres de la rivière avant que celle-ci ne se jette dans le lac forment un delta avec de nombreuses îles, couvertes par des fourrés de saules. Entre les îles et là où les eaux sont peu profondes, on trouve des  carex. Le long de la rivière où le cours d'eau est peu rapide, poussent des  bouleaux, entourés de marais. 
Les grandes zones de carex  et d'eau peu profonde constituent d'importants lieux de reproduction et de repos pour les oiseaux migrateurs. On a pu observer de rares espèces de basse-terre tel que grèbe esclavon, busard des roseaux et mouette pygmée, ce qui met l'accent sur la spécificité des conditions environnementales.